# Commodore
Commodore je splošno znano ime za podjetje Commodore International. Podjetje je imelo v letih 1980-90 glavni delež na trgu hišnih računalnikov. Družba je formalno bankrotirala leta 1994, vendar je na trgu še vedno njen sistem Amiga.

### 8-bitni računalniki
(našteti kronološko)
- Commodore PET/CBM
- Commodore VIC-20 - oz. VC-20
- Commodore CBM-II
- Commodore 64 - vključno z C64C
- Commodore SX-64 - prenosni računalnik C64 z ekranom in disketno enoto
- Commodore 16
- Commodore Plus/4
- Commodore LCD - z LCD ekranom (niso tržili)
- Commodore 128 - vključno z 128D in 128DCR
- Commodore 65 - naslednik C64 (niso tržili)

### 16/32-bitni računalniki
- Commodore 900 (niso tržili)
- Commodore Amiga
- IBM PC kloni - Commodore Colt, PC1, PC10, PC20, PC30, PC40, ..., 486SX-LTC

### Programska oprema
- AmigaOS - Operacijski sistem za Amige; multitasking, microkernel, GUI
- Commodore BASIC - BASIC interpreter za 8-bitne računalnike, zapisan v ROM; temelji na Microsoft BASIC-u
- Commodore DOS
- KERNAL
- Simons' BASIC
- Super Expander